# 17. stoljeće
◄ | 1. tisućljeće | 2. tisućljeće | 3. tisućljeće | ►
◄ | 15. stoljeće | 16. stoljeće | 17. stoljeće | 18. stoljeće | 19. stoljeće | ►
1600-ih | 1610-ih | 1620-ih | 1630-ih | 1640-ih | 1650-ih | 1660-ih | 1670-ih | 1680-ih | 1690-ih
17. stoljeće je je razdoblje od 1601. do  1700. godine.

## Glavni događaji i razvoji
- Tridesetogodišnji rat u Europi (1618. – 1648.).
- Razvija se piratstvo na svjetskim morima, ponajviše na Karibima.

## Osobe
- William Shakespeare, engleski pisac (1564. – 1616.).
- Ivan Gundulić, hrvatski pisac (1589. – 1638.).
- Baruch de Spinoza, nizozemski filozof (1632. – 1677.).

## Izumi i otkrića
- Hans Lippershey izumio teleskop 1608. godine.
- Blaise Pascal konstruirao računalni stroj 1642. godine.
- prvo mjerenje brzine svjetlosti 1676. godine
- Newtonovi zakoni gibanja 1687. godine.
- Bartolomeo Cristofori izumio glasovir oko 1700. godine.